# Travoliki žabočun
Travoliki žabočun (lat. Alisma gramineum), vodena trajnica iz porodice žabočunovki raširena po velikim dijelovima Euroazije i Sjeverne Amerike, te na sjeveru Afrike. U Hrvatskoj je ugrožena i strogo zaštićena vrsta
Travoliki žabočun živi djelomično ili potpuno pod vodom. Česta je u stajačim ili sporo tekućim vodama (Kopački rit). Podvodni listovi su joj dugi 15 do 100 cm, široki 3-13 mm, dopiru sve do površine i plutaju. Zračnih listova na dugim stapkama ima od 8 do 15.  Cvat je često bogato razgranjen, visok 20-50 cm.